# Theodolinda Hahnsson
Theodolinda Hahnsson, geb. Theodolinda Limón (* 1. Februar 1838 in Tyrvää, Pirkanmaa; † 20. April 1919 in Helsinki) war eine finnische Schriftstellerin und Übersetzerin.

## Leben
Die erste Autorin, die in finnischer Sprache schrieb, war in erster Ehe mit dem Sprachwissenschaftler J. A. Hahnsson (1834–1888) und in zweiter Ehe mit Sakari Yrjö-Koskinen verheiratet. Ihre Tochter Hilda Haahti (geb. Hahnsson) wurde ebenfalls eine bekannte Schriftstellerin.

## Werke
Theodolinda Hahnssons Werke sind von christlicher Frömmigkeit und romantischem Idealismus geprägt. Die Autorin prangert gesellschaftliche Missstände an, weshalb ihre Werke auch der realistischen Literatur zugeordnet werden, doch die meisten ihrer Erzählungen finden ein glückliches Ende.

### „Huutolaiset“
Theodolinda Hahnssons wichtigstes Werk ist der 1887 verfasste Roman „Huutolaiset“ (Verlag Otava, 1918). Er behandelt das Schicksal dreier Waisenkinder, die nach dem Tod ihrer Mutter auf einer Auktion versteigert werden – eine Praxis, die in Skandinavien bis in die 1920er Jahre üblich war. Hauptfigur ist die kleine Iiri, die an einen hartherzigen Großbauern verkauft wird und von dort ausreißt. Sie findet ein neues Zuhause beim kinderlosen Glöckner-Ehepaar, wird Lehrerin und gründet ein Waisenhaus, um der unmenschlichen Praxis der Kinderversteigerung ein Ende zu machen.
- Huutolaiset. Verlag Werner Söderström, Porvoo 1887.
  - Die Kinderauktion. Deutsch von Nadine Erler. Barnstorf 2013.

### Weitere Werke (Auswahl)
- Joululahjat. (Kindle Edition)
- Kotikuusen kuiskehia. Otava 1920.
- Mäkelän Liisu.
- Kaksi. Verlag G. W. Edlund, 1893.